# Kövi fodorka

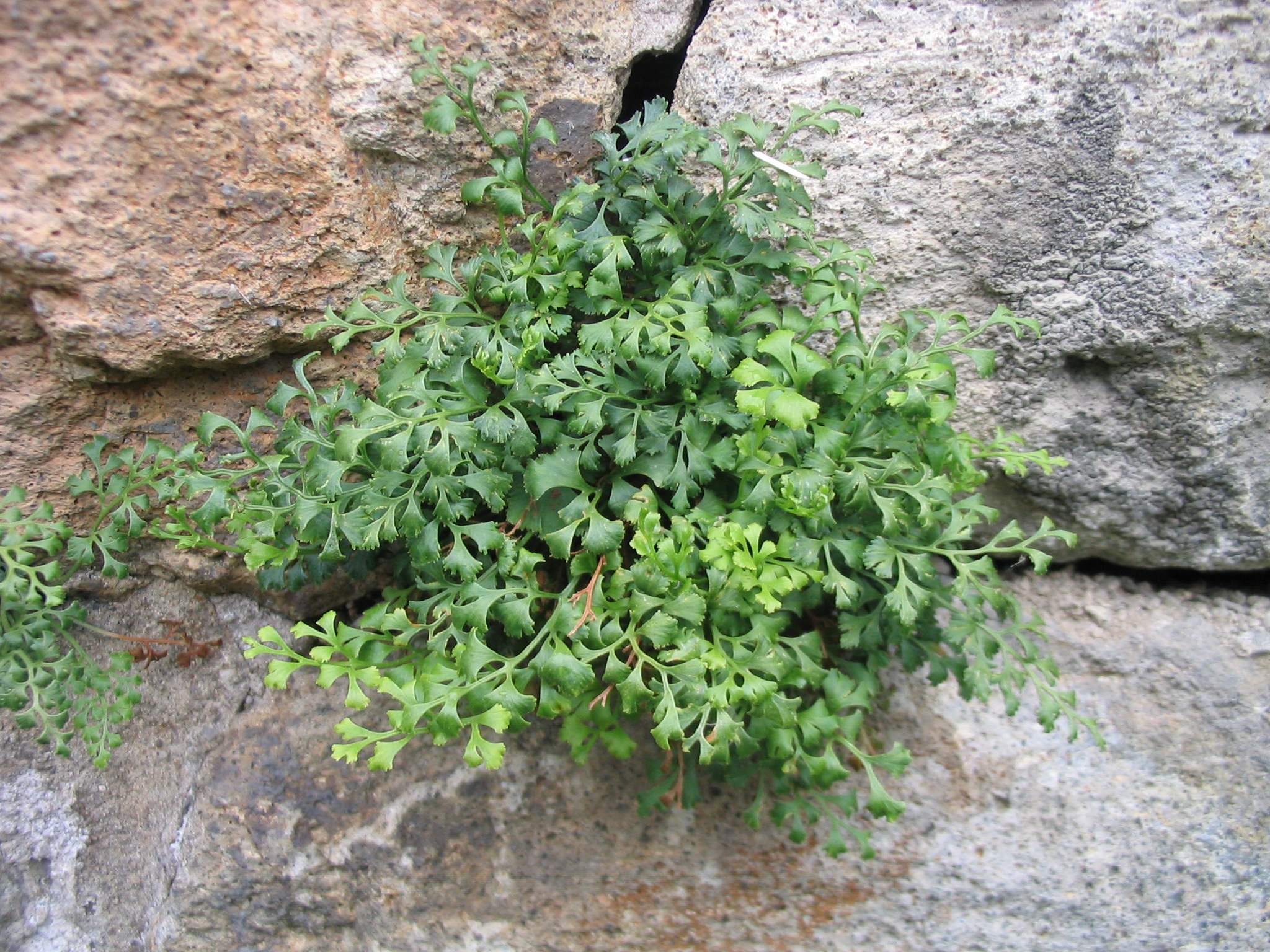
Kövi fodorka

A kövi fodorka (Asplenium ruta-muraria), Magyarországon honos örökzöld páfrányfaj, sziklagyepekben, erdőkben, falakon találhatjuk meg, a mészkő alapkőzetet kedveli. A Mátrában megtalálhatóak állományai.

## Tulajdonságai
Kis termetű évelő növény, 5–10 cm magasra nő. Levele hármasan összetett.  Áttelelő szerve rizóma. A spórák április-májusban érnek.

## Gondozása
A laza, tőzeges, tápanyagban szegény talajt kedveli. Bőségesen öntözzük 2-3 naponta. Nem bírja a szárazságot. Magas páratartalmat igényel, száraz helyen rendszeresen permetezzük a leveleit. Fényigénye közepes, a félárnyékot kedveli. A növény spóravetéssel szaporítható.[forrás?]